# Хусейн Нізам-шах II
Хусейн Нізам-шах II (д/н— 1589) — 5-й султан Ахмеднагарського султанату в 1588—1589 роках.

## Життєпис
Син Муртази Нізам-шаха I. Отримав ім'я Міран Хусейн. Замолоду фактично не був допущений до державного управління, що поступово створювало напругу між батьком і сином. 1588 року Хусейн повстав в Даулатабаді. На його бік перейшла практично уся армія та знать. У червні було зайнято столицю, де за наказом Хусейна було вбито Муртазу.
Призначив вакілем Мірзу Хана, а хан-і-хананом Саїф-ханом. Водночас значний вплив мали молоді фаворити султана Акбар-хан і Якут-хан. Хусейн Нізам-шах II фактично передав їм управління, а сам поринув у розваги, пияцтво та розпусту. Поступово найбільшу вагу набув Мірза Хан, який відсторонив від посади представників хабші (східноафриканських рабів) та шиїтську знать. Зрештою внаслідок змови Мір Тахіра  1589 року султана було отруєно. Трон перейшов до його стриєчного брата Ісмаїла, якого звільнили з ув'язнення.